# Кумарицький сільський округ
Кумари́цький сільський округ (каз. Құмарық ауылдық округі, рос. Кумарыкский сельский округ) — адміністративна одиниця у складі району Турара Рискулова Жамбильської області Казахстану. Адміністративний центр — село  Кумарик.
Населення — 3266 осіб (2021; 3559 у 2009, 3277 у 1999, 3097 у 1989).
Станом на 1989 рік існувала Підгорненська сільська рада (села Алгабас, Каракемер, Підгорне). 1997 року до складу Кумарицького сільського округу увійшли Актоганський сільський округ та Кокдоненський сільський округ. 2001 року був відновлений Кокдоненський сільський округ, але до його складу увійшли також і населені пункти колишнього Актоганського сільського округу.

## Склад
До складу округу входять такі населені пункти:
| Населений пункт | Старі назви | Населення, осіб (1989) | Населення, осіб (1999) | Населення, осіб (2009) | Населення, осіб (2021) |
| --------------- | ----------- | ---------------------- | ---------------------- | ---------------------- | ---------------------- |
| Алгабас, село   | -           | 490                    | 535                    | 565                    | 551                    |
| Каракемер, село | -           | 966                    | 243                    | 838                    | 679                    |
| Кумарик, село   | Підгорне    | 1641                   | 2499                   | 2156                   | 2036                   |